# Ален Боске
Ален Боске (на френски: Alain Bosquet), псевдоним на Анатол Биск, е френско-белгийски поет и писател от руски произход.

## Биография
Той е роден през 1919 г. в Одеса, но малко по-късно семейството му емигрира във Варна, София, а след това в Белгия. Учи в Брюкселския свободен университет, а след това в Парижкия университет. През 1940 г. е мобилизиран в белгийската, а след това служи и във френската армия. През 1942 г. заминава за Ню Йорк, където е редактор на издавания от Шарл дьо Гол вестник „La Voix de France“. Завръща се във Франция с американските войски през юни 1944 г.

### Издания на български
- Боске, Ален. Поезия 1945-1994.   София, Нов Златорог, 2000. ISBN 978-954-492-151-4.